# Johann Nepomuk Grün

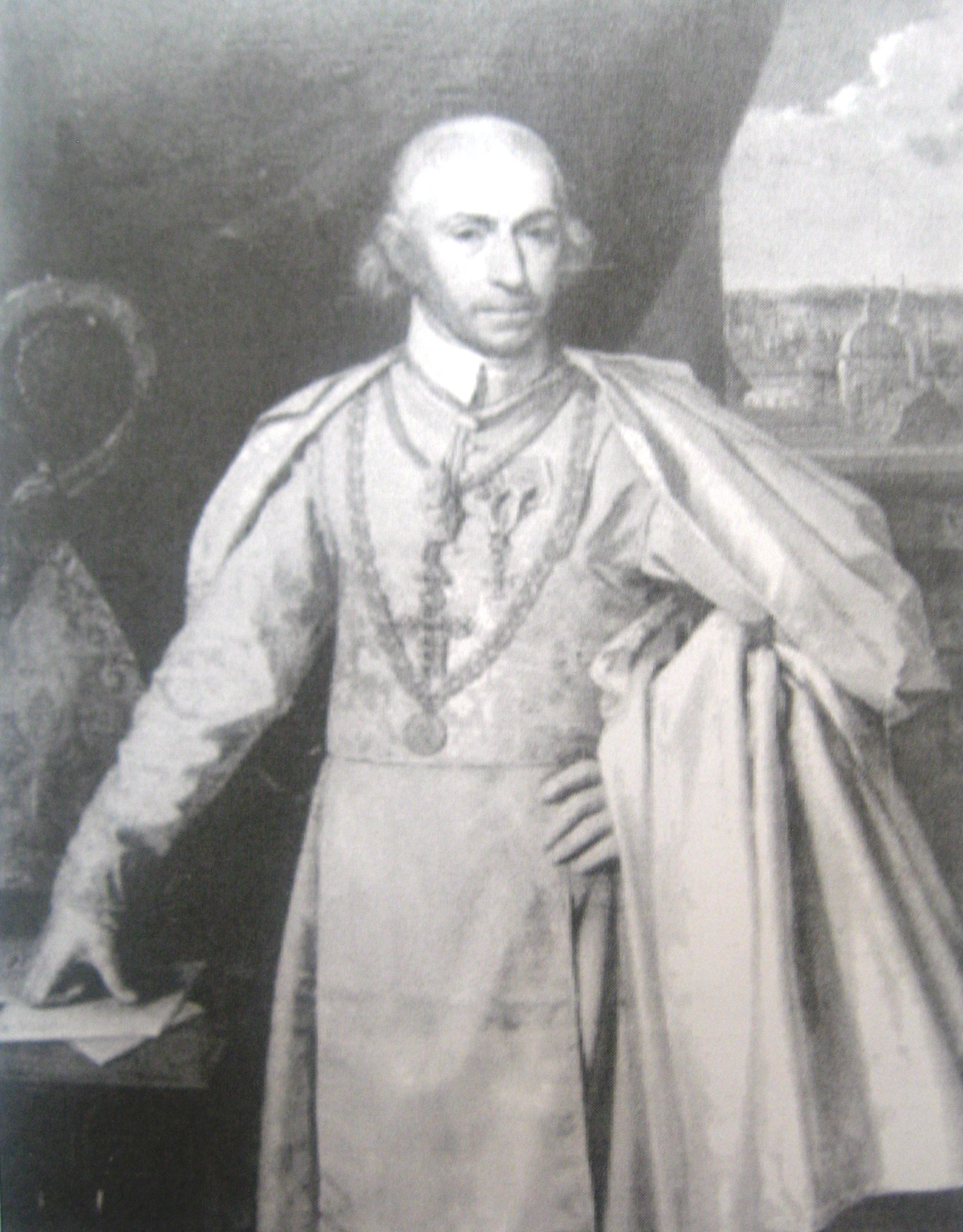
Johann Nepomuk Grün als Abt des Klosters Strahov, porträtiert von Antonín Machek

Johann Nepomuk Grün (* 11. November 1751 in Flöhau, Saazer Kreis in Böhmen als Johann Nepomuk Martin Grün; † 20. Januar 1816 in Prag) war ein römisch-katholischer Geistlicher, Pädagoge, Theologe und Rektor der Karls-Universität Prag.

## Leben
Seine Eltern waren Franz Joseph Grün und Maria Franziska geb. Göhl. Der Vater war Weber und Konsul in Flöhau. Grün besuchte ein privates Gymnasium in Saaz, das von Prämonstratensern aus Prag geführt wurde. Im Anschluss nahm er ein Studium an der Karlsuniversität auf und trat 1769 in den Prämonstratenserorden ein, wo er den Ordensnamen Milo annahm. Am 4. Oktober 1776 wurde er zum Priester geweiht. Die nachfolgenden Jahre war er Sekretär eines Abtes, 1790 trat er eine Stelle als Dechant an der Jakobskirche in Iglau an. Während seiner dortigen Wirkungszeit beteiligte er sich an der Gründung eines Krankenhauses. 1799 ernannte ihn Kaiser Franz II. zum Propst. Am 5. Juni 1804 wurde er als Nachfolger des verstorbenen Prälaten Schramek einstimmig zum Abt des Prager Klosters Strahov gewählt. Im ersten Jahr seines Dienstes errichtete er die hauseigene Theologische Lehranstalt im Kloster, die auch von Ordensleuten aus anderen Klöstern besucht wurde. Im Jahr 1807 war er maßgeblich daran beteiligt, dass das Gymnasium in Saaz nach 30 Jahren wieder den Status einer öffentlichen Einrichtung erhielt. 1808 gehörte Grün der Deputation an, die dem Kaiser und seiner neuen Gattin, Maria Ludovika Beatrix von Österreich-Este, anlässlich ihrer Hochzeit, die Glückwünsche und das Geschenk der böhmischen Landstände überbrachten.
Im Laufe der Zeit erwarb sich Grün Ansehen in den Prager wissenschaftlichen Kreisen. Er unterstützte die deutsche Ausgabe des dreibändigen historischen Lexikons der tschechischen, mährischen und schlesischen Künstler. Grüns Stellung in der damaligen Prager Aufklärungsgesellschaft spiegelte sich auch in seiner Berufung in akademische Positionen wider. Ab 1808 war er Dekan der Philosophischen Fakultät der Karls-Universität, 1812 wurde er zu deren Rektor gewählt. Im Jahr 1809 verlieh ihm der österreichische Kaiser Franz I. den Leopold-Orden. Grün starb 1816 in Prag.

## Werke
- Kurzgefasste pragmatische Geschichte des Königreichs Böhmen unter Josefs II. Regierung, Wien 1783.
- Sätze aus der Moral- und Pastoraltheologie, Prag 1805–1807.
- mit Bernard Bolzano: Erbauungsreden für Akademiker, Verlag Kaspar Widtmann, Prag 1813.